# 人民报 (老挝)
《人民报》（直译：人民），是老挝人民革命党的機關報，创刊于1950年8月13日。為老挝第一大報，在老挝國內拥有廣泛影響力。

## 历史
《人民报》肇始于1950年8月13日，该报刊随巴特寮组织的成立而创办，当时名为《自由老挝报》，在老挝东北部的桑怒出版，其代表巴特寮官方立場，以宣传巴特寮观点、批判美国、法国与其在老挝王国的代理人之内容为主。1956年1月6日，寮國愛國戰線成立，《自由老挝报》同步更名为《老挝爱国报》，并由石印改为铅印，月刊改为周刊；期间，该报一度遭到王国政府取缔:268-269。
1975年12月2日，巴特寮推翻老挝王国，成立老挝人民民主共和国，老挝人民革命党成为该国执政党，《老挝爱国报》再度更名为《人民之聲報》，报社总部迁到首都永珍市，成为该党的喉舌，从周报改为日报，其每日发行量也达到5,000份。1983年3月22日，老挝人民革命党第三次全国代表大会决定，《人民之聲報》更名为《人民报》，此次更名后的报刊也成为老挝人民革命党的中央機關報，并一直发行至今。1991年11月，《人民报》开始发行小版12版的星期刊周报。

## 内容
《人民报》是隸屬於老挝人民革命党的機關報刊，是该政党向外界表達其觀點與角度的重要工具，以对老挝的正面报道为主，而批评报导较少:257。在创刊初期，报刊以刊登巴特寮（老挝人民革命党）政治宣传内容为主，老挝采行革新开放政策后，其对经济相关资讯以及社会消极现象的报导内容也有所增加。但由于老挝官方实行媒体内容审查，《人民报》的自我审查现象非常显著:258